# Pikku Puolamajärvi
Pikku Puolamajärvi är en sjö i Gällivare kommun i Lappland och ingår i Råneälvens huvudavrinningsområde.